# 揭阳潮汕国际机场
揭阳潮汕国际机场位于中國广东省揭阳市榕城区登岗镇与台镇交界处，场址原属砲台镇塘边村、东岭陆厝村、东岭许厝村以及登岗镇孙畔村、林畔村、蔡坑村、方坑村、苏坑村、涵涛村、张厝村等乡里，主要服务粤东地区，辐射闽南部分地区，接替原汕头外砂机场。其于2011年12月15日从位于汕头市龙湖区（原属澄海区）的汕头外砂机场整体搬迁至该址，并投入运营。目前，揭阳潮汕机场已成为广东省内继广州白云国际机场和深圳宝安国际机场之后的第三大干线机场。

## 历史
揭阳潮汕机场建设项目启动
- 1992年揭阳机场开始酝酿。

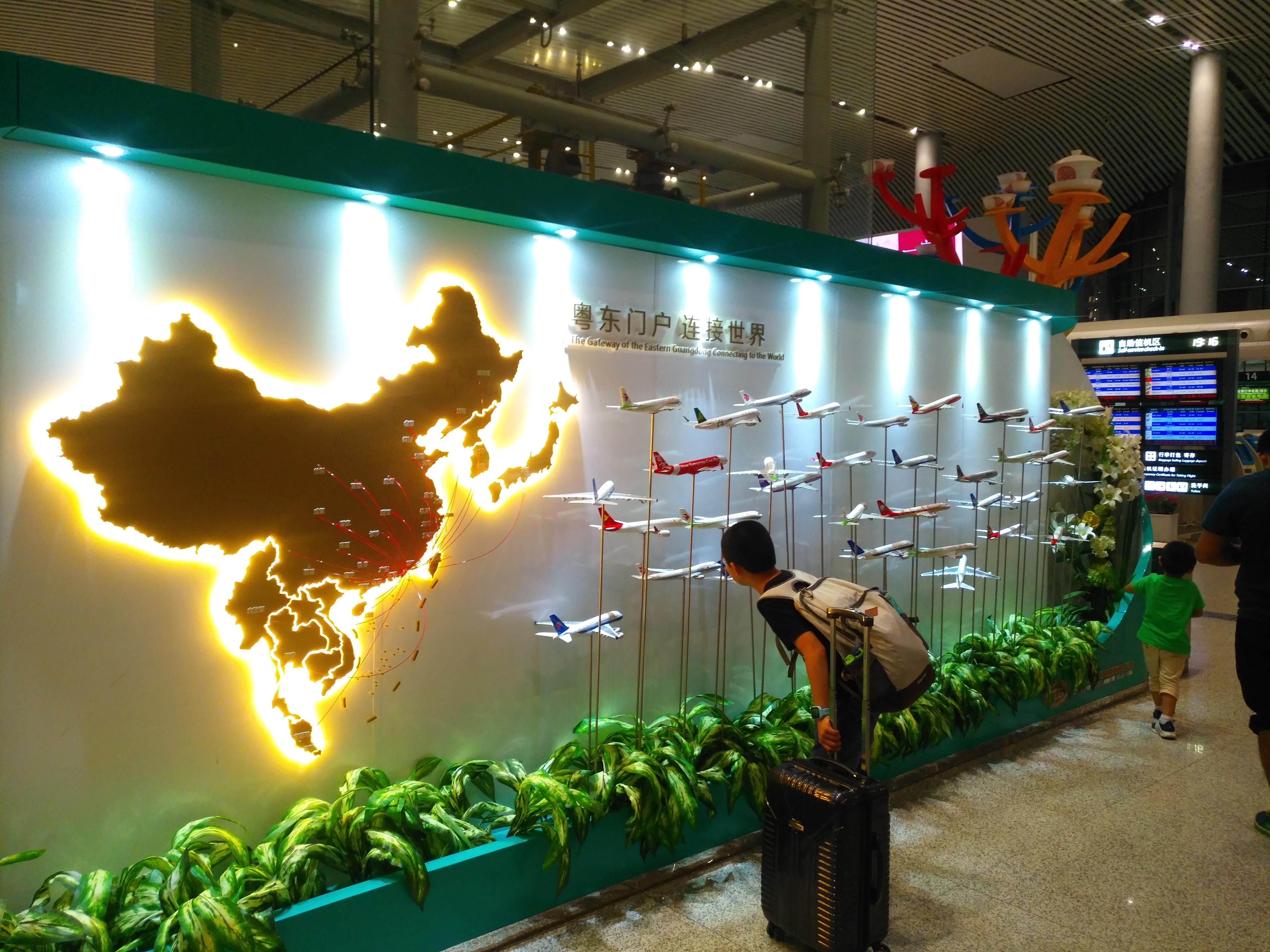
地图和飞机模型栏

- 1993年3月广东省政府将潮汕民用机场列入“九五”期间大中型建设项目。
- 1993年10月19日，广东省人民政府（粤办函[1993]576号）同意成立粤东机场筹建领导小组，由省计委、民航中南管理局、汕头市、揭阳市和潮州市各派领导同志参加筹建领导小组。
- 1994年编制完成《潮汕民用机场预可行性研究报告》。
- 1996年完成《关于潮汕民用机场场址比选报告》成立粤东机场筹建领导小组。

揭阳潮汕机场批准立项
- 1996年8月民航总局批复同意潮汕民用机场场址选在揭东县炮台镇附近。
- 1999年3月，国务院、中央军委（国函[1999]16号）批准同意新建潮汕民用机场。

可行性研究概况　　
- 2000年国家发改委将潮汕民用机场项目转入“十五”计划。现已列入广东省“十五”计划大中型项目。
- 2005年开展了地质勘查，地形测绘，环境影响评价，水土保持评价，地质灾害防治评价，地震安全性评价，潮汕民用机场及相差建设项目用地预审等可行性研究报告必须的附件。3月份，潮汕民用机场空域和飞行程序等问题获广泛支持。
- 2006年11月，在揭东县召开了潮汕民用机场跑道位置调整专题研讨会，对原方案进行了优化调整。
- 2007年国家发改委批复潮汕机场可行性研究报告。

揭阳潮汕机场正式获准建设　　
- 2007年9月26日，国家发展改革委（发改交运[2007]2506号）同意新建广东潮汕民用机场工程。这标志着备受社会 各界关注的潮汕民用机场建设项目正式获准建设。
- 2007年10月16日，广东省机场管理集团公司（粤机场集团人发[2008]104号）决定成立“广东省机场管理集团公司潮汕机场建设工程指挥部”。
- 2008年3月19日，国家民航总局（民航函[2008]315号）正式批准广东潮汕民用机场命名为揭阳潮汕机场。
- 2008年3月28日，广东省机场管理集团公司潮汕机场建设工程指挥部举行挂牌仪式。揭阳市市委常委、副市长黄水利、广东省机场管理集团公司副总裁、潮汕机场建设工程指挥部指挥长林运贤共同为其揭牌。指挥部正式挂牌后，揭阳潮汕机场的建设步伐开始加快，各项工作全面铺开。
- 指挥部坚持规划设计先行，截止2008年年底，已完成飞行区、航站区、工作区全部工程的初步设计。
- 2008年10月13日，国土资源部发文《国土资源部关于潮汕民用机场及相关项目工程建设用地的批复》（国土资函[2008]655号），正式批准揭阳潮汕机场建设用地。
- 2009年1月10日，揭阳市人民政府与广东省机场管理集团公司举行揭阳潮汕机场建设用地移交仪式，标志着备受社会各界关注的揭阳潮汕机场建设前期准备工作就绪，可以正式全面铺开建设。

揭阳潮汕机场正式开工
- 2008年12月份起，揭阳潮汕机场工作区、航站区、飞行区土石方工程相继动工。
- 2009年6月16日动工建设，主体工程航站楼于2009年10月中旬开始建设[4]。
- 环保部于2011年11月22日挂出的通告显示，揭阳潮汕机场工程占地面积、跑道位置、污水处理厂规模等较环评批复发生重大变更，重新报批的环境影响评价文件未经批准，变更部分擅自开工建设，应在接通知之日起停止建设。
- 由于补充环评报告各项审批手续已全部补齐、各项整改措施及时落实到位，环保部于2011年12月2日发布拟对揭阳潮汕机场工程环境影响评价文件作出批复的公示。
- 12月9日，环保部正式批复了该补充报告，机场建设及启用前各项准备工作正式恢复，在2011年12月15日投入使用[5]，汕头外砂机场同时停办民航业务，其IATA代码SWA（源自汕头的郵政式拼音Swatow）和ICAO代码ZGOW均转移至揭阳潮汕机场。

擴建工程
- 飞行区等级按4E级标准规划，本期按4D级标准、满足B767型飞机的起降要求建设。候机楼面积5.5万平方米，停机坪面积16万平方米，停机位21个，其中廊桥机位12个，可满足年旅客吞吐量450万人次（其中国内旅客385万人次，国际旅客65万人次），高峰小时旅客2074人次（其中国内旅客1761人次，国际旅客313人次）使用需求。[6]

- 由于机场客流量已超过设计容量，扩建工程于2018年5月开工，延长跑道400米，总长达到3200米，提升机场飞行区等级到4E级，满足波音747、777等E类飞机运行条件，为中长途航线和大型飞机提供保障。同时扩建站坪，增加货机位。站坪面积由16万㎡增加到40万㎡；机位总数增加到44个（其中货机位4个）。扩建工程按满足2025年旅客吞吐量900万人次、货邮吞吐量8万吨、飞机起降7.89万架次的目标设计。项目整体在2019年建成投产[7]。2022年12月28日，揭阳潮汕国际机场扩建航站楼正式投运[8][9]。

## 统计数据
| 年份 | 旅客吞吐量（人） | 旅客吞吐量（人） | 货邮吞吐量（吨） | 货邮吞吐量（吨） | 起降架次（次） | 起降架次（次）  |
| 年份 | 本期完成         | 比上年同期增减%  | 本期完成         | 比上年同期增减%  | 本期完成       | 比上年同期增减% |
| ---- | ---------------- | ---------------- | ---------------- | ---------------- | -------------- | --------------- |
| 2011 | 1,901,856        |                  | 10,160.9         |                  | 17,903         |                 |
| 2012 | 2,103,303        | 10.6             | 10,647           | 4.8              | 21,316         | 19.1            |
| 2013 | 2,686,007        | 27.7             | 17,304           | 62.5             | 32,391         | 52.0            |
| 2014 | 2,870,252        | 6.9              | 18,569           | 7.3              | 34,900         | 7.7             |
| 2015 | 3,204,464        | 11.6             | 19,779.9         | 6.5              | 38,937         | 11.6            |
| 2016 | 3,818,152        | 19.2             | 25,243.2         | 27.6             | 42,684         | 9.6             |
| 2017 | 4,851,015        | 27.1             | 26,271.4         | 4.1              | 49,109         | 15.1            |
| 2018 | 6,493,930        | 33.9             | 25,249.7         | -3.9             | 55,564         | 13.1            |
| 2019 | 7,353,521        | 13.2             | 27,810.9         | 10.1             | 55,905         | 0.6             |
| 2020 | 5,285,718        | -28.1            | 27,661.9         | -0.5             | 44,517         | -20.4           |
| 2021 | 5,731,175        | 8.5              | 31,235.0         | 12.9             | 50,333         | 13.1            |
| 2022 | 3,550,722        | -38.1            | 24,974.1         | -20.0            | 32,953         | -34.5           |
| 2023 | 7,182,236        | 102.3            | 30,132.9         | 20.7             | 60,686         | 84.2            |

## 航點

### 境內航線
| 航空公司           | 目的地 |
| ------------------ | --- |
| 春秋航空（9C）     | 上海/虹桥、上海/浦东、杭州、南昌、湛江、扬州、宁波、兰州、银川、南京、瀋陽、桂林、合肥、常州、西安、天津、烟台（经停南通） |
| 中国南方航空（CZ） | 北京/大兴、上海/浦东、重庆、天津、广州、成都/天府、杭州、贵阳、昆明、南京、武汉、长沙、三亚、义乌、呼和浩特、宜昌          |
| 中国东方航空（MU） | 上海/虹桥、上海/浦东、长沙、西安、兰州、太原、舟山、南京                                                                   |
| 天津航空（GS）     | 贵阳、海口、长沙、南阳、三亚、重庆、郑州、天津                                                                             |
| 上海航空（FM）     | 上海/虹桥、上海/浦东、珠海、南京、昆明                                                                                     |
| 四川航空（3U）     | 成都/天府、重庆、哈尔滨、济南、郑州                                                                                        |
| 奥凯航空（BK）     | 南宁、天津、重庆、长沙 |
| 中国国际航空（CA） | 北京/首都、成都/天府、昆明                                                                                                 |
| 祥鹏航空（8L）     | 昆明、南宁、绵阳 |
| 长安航空（9H）     | 池州、西安、郑州 |
| 成都航空（EU）     | 盐城、温州、威海 |
| 瑞丽航空（DR）     | 芒市、襄阳、沈阳 |
| 西藏航空（TV）     | 昆明、拉萨（經停泸州） |
| 重庆航空（OQ）     | 长沙、重庆 |
| 山东航空（SC）     | 济南、长沙 |
| 首都航空（JD）     | 海口、北京/大兴 |
| 河北航空（NS）     | 石家庄、海口 |
| 乌鲁木齐航空（UQ） | 武汉、乌鲁木齐 |
| 西部航空（PN）     | 重庆、郑州 |
| 桂林航空（GT）     | 桂林 |
| 长龙航空（GJ）     | 杭州 |
| 华夏航空（G5）     | 贵阳 |

### 港澳台/國際航線
| 航空公司          | 目的地        |
| ----------------- | ------------- |
| 中國南方航空 (CZ) | 曼谷/素萬那普 |
| 春秋航空（9C）    | 曼谷/素萬那普 |
| 亚洲航空（AK）    | 吉隆坡        |
| 酷航（TR）        | 新加坡        |

## 交通
揭阳机场的交通十分便利，沿汕梅高速公路由潮汕各区往机场只需20分钟左右。

### 巴士
目前共开通有5条“机场快线”，可由周边城区直达机场。
| 編號       | 途經站點                                                                      |
| ---------- | ----------------------------------------------------------------------------- |
| 揭阳市区线 | 桔子揭阳进贤门酒店 - 和丰商务酒店 - 榕江大酒店 - 揭阳潮汕机场                 |
| 潮州線     | 潮州金信酒店 - 潮州财富中心（希尔顿欢朋酒店） - 揭阳潮汕机场                  |
| 汕头东线   | 汕头金海湾酒店 - 汕头城市候机楼 - 揭阳潮汕机场                                |
| 汕头西线   | 汕头中旅华侨大厦 - 揭阳潮汕机场                                               |
| 澄海線     | 澄海豪庭酒店- 澄海汽车站 - 猛狮国际广场站 - 澄海快客商务售票点 - 揭阳潮汕机场 |

### 铁路
- 厦深铁路潮汕站
- 梅汕铁路揭阳机场站

### 高速公路
- 汕梅高速公路
- 甬莞高速公路
- 梅汕客运专线

## 事件
2025年7月9日晚，受雷暴天气影响，揭阳潮汕机场跑道遭受雷击导致破损，需要关闭机场并抢修跑道，在飞航班需要备降。经过抢修后，跑道于当晚恢复开放，航班逐步恢复。

## 外部連結
- 揭阳潮汕机场 （页面存档备份，存于）（简体中文）